# Дом купца Истомина
Жилой дом Я. А. Истомина — здание в Железнодорожном районе Новосибирска, построенное в 1905 году. Принадлежало купцу Якову Антоновичу Истомину, который в определённый период был в должности главы городской Думы. Памятник архитектуры регионального значения.

## Описание
Здание главным южным фасадом выходит на красную линию застройки Депутатской улицы. К северному фасаду сделана пристройка.
Дом стоит на ленточном бутовом фундаменте.
Стены первого этажа сделаны из кирпича, стены второго этажа бревенчатые, соединённые «в обло». Перекрытия здания деревянные.
Крыша дома четырёхскатная с деревянными стропилами и обрешёткой, покрыта металлической кровлей. Под зданием находится подвал.
Дом имеет асимметричную композицию. Большие прямоугольные окна здания соединяются по два и три в группы, которые разграничены лопатками на первом этаже и выступающими остатками брёвен на втором.
Фигурная кирпичная кладка, деревянная пропильная и накладная резьба в сочетании друг с другом составляют богатый декор дома.
Волютообразные элементы завершают наличники окон. Доски подоконников декорированы токарной резьбой.
Окрашенный светлой краской деревянный декор контрастирует с бревенчатой стеной.